# 奇跡の扉 TVのチカラ
『奇跡の扉 TVのチカラ』（きせきのとびら テレビのチカラ）は、テレビ朝日で放送されていた生放送事件情報番組。

## 概要
日本全国各地で発生した、殺人・失踪などの未解決事件を生放送でテレビの力で視聴者に呼びかける番組。未解決事件の被害者の家族が事件の早期解決のために情報を呼びかけたこともあり、また事件・事故・失踪などで行方不明となっている人物の家族が探してほしい人物を捜索を呼びかけることもあるが、記憶喪失になった人が自分の身元の情報収集を呼びかけたり、心臓移植手術費用の募金を呼びかけたりすることもあった。
番組スタッフや私立探偵なども奔走するが、基本的には「事件解決や行方不明者発見の情報の鍵を握っているのは、視聴者の目撃情報である」というスタンスをとっており、この手の内容の番組は他局でも特番シーズンに放送されているが、レギュラー番組として放送されるのは非常に珍しいことであった。
視聴率は安定しており、改編期には時間を拡大して放送し、視聴率20%近くを取ったことがある。心臓移植手術費用募金呼びかけの件では視聴者のみならず全国から目標額を大幅に上回る多額の援助金が集まり、その軌跡を描いた本が出版されるなどの反響を呼んだ。

## 番組の終焉
2006年4月から『月バラ!』（19:00 - 20:54）とTVのチカラ2時間SPを毎週交互（まれにこちらが2週連続放送）に放送されていた。
しかし、2006年7月、担当プロデューサーの使途不明金疑惑があったため、2006年9月をもっての打ち切りが発表された。2006年10月からは木曜『ネオバラエティ』枠で高視聴率を稼ぎ、月バラ!枠でも好調だった『クイズプレゼンバラエティー Qさま!!』がこの時間帯に昇格となり、代わりに木曜『ネオバラエティ』枠には月曜『ネオネオバラエティ』枠で放送されていた『雨上がり決死隊のトーク番組アメトーーク!』が入った。その後は『タイムショック21』同様、改編期や年末年始に特番として放送されることが決定。2006年12月25日と2007年6月30日に2時間スペシャルとして放送された。
2006年12月25日の回は20時枠のネットセールス枠を実施せず、『Qさま!!』のスポンサーである花王などのスポンサーが別の特番のスポンサーに移行した。その同日20時枠のネットセールス分は12月31日に放送された『TVタックル』大晦日スペシャルの23時枠に割り当てられた。
当番組終了後、月曜20時枠の生放送番組は2017年4月に火曜ネオバラエティ枠からゴールデンタイムに昇格した『中居正広のミになる図書館』まで存在しなかった。

## 放送時間の変遷
当初の放送時間は毎週土曜日20:00 - 20:54（JST）。2003年4月14日からは毎週月曜日20:00 - 20:54。（テレビ朝日・北海道テレビ放送 (HTB) のみ19:54 - ）2006年4月17日からは、月曜夜7時から2時間放送していて、『月バラ!』と毎週交互（まれに2週連続となり、その場合は『月バラ』も2週連続となる）に放送していた。
なお、2006年8月7日（月曜日）のみ2006年3月13日放送以来の20:00 - 20:54（テレビ朝日は19:54 - ）の1時間放送となる。ただし、月曜20時台がローカル枠であったことから、一部地域では別番組に差し替えとなった。それ以降は再び2時間放送となった。
2006年7月ごろにプロデューサーの裏金疑惑が発覚したため、同年9月18日でレギュラー放送を終了（事実上打ち切り）。2006年12月25日にタイトルを『特命発信 TVのチカラ』に変更して特番として放送。そして、2007年6月30日に『特捜!』の2時間拡大版として『特捜! 特命発信 TVのチカラ・世界2大捜査官が緊急来日・今夜決死の最終回スペシャル』をもって終了した。

## 番組内容の指摘
番組開始時点から、「被害者や遺族の配慮も考えない制作者サイドの暴走行為」・「子供が見ている時間で流す番組ではない」などといった批判が存在していた。時間帯にそぐわないことが理由とされ、毎回放送終了後に苦情の電話も多く寄せられ、番組終了の直接の原因ともなった。「視聴率稼ぎの偽善」などの意見もあった。番組末期には、超能力捜査官と称される人々が捜査活動や番組構成上のメインとなっていったことも批判の対象とされた。「事件被害者が性風俗の職業に就いていた」といった被害者のプライバシーや遺族の立場を無視した取材やコメンテーターのコメントなども存在した。
最終回特番ではリンゼイ・アン・ホーカー殺害事件を取り扱ったが、「被害者の遺族に対して配慮のない対応が多い」・「超能力捜査があまりにもふざけていて、しかも別事件の捜査を重要視しているのでは捜査自体に意味があるとは思えない」といった苦情が相次いだ。『週刊新潮』2007年7月12日号において『殺害「英語教師」の両親が見させられたテレ朝「霊視バカ番組」』の見出しで取り上げられ、「遺族を単に視聴率稼ぎに利用しただけ」と痛烈に批判している。

### 超能力捜査
科学的根拠のない、"自称"超能力者の透視や霊視をもとに事件を捜査することについては批判的意見がある。と学会会長の山本弘は自著『超能力番組を10倍楽しむ本』の中で一章を使い、本番組を以下のように批判している。
- アメリカの警察やFBIにおいては超能力捜査官のような役職は存在せず、事件の解決に直接関わるような決定的な証拠をあげた事例はほぼ皆無にもかかわらず、あたかも実在するかのような演出がなされている。
  - FBI及びアメリカの警察関係組織に所属する者は法律で国外活動が禁止されているため、日本の警察に協力し事件を解決することは不可能である。また、TV番組など日本のメディアへの露出も禁止されている。
  - 超能力の科学的な根拠を証明できない以上、警察に捜査の協力を申し出ても取り合ってもらえない。
  - 複数人の超能力者が透視した事件もあるが、各人によって「犯人の特徴」「犯行の動機」「犯人と被害者の関係」「犯人と失踪者の所在地」「失踪者の生死」などの情報にばらつきがあり、余計な誤解や混乱を与える恐れがある。
- 彼らの提供する情報は極めて抽象的で、何通りにも解釈できる曖昧な表現が多く、具体的な地名や建物を語ったことはほとんどない（「犯人は赤い建物にいた」「犯人の名前は『R』である」「キーワードは『水』『石』『白』」など）。それらの曖昧な情報を無理にこじつけ、的中したと主張している（このような手法は心理学ではバーナム効果と呼ばれる）。また、事前に下調べをしていれば特徴的な建造物などを知っていてもおかしくはない。
  - 仮にこれらの情報で犯人を逮捕できたとしても、「偶然の一致」という形でしか処理されず、裁判時の証拠として採用されることはない。
  - 視聴者に先入観を与えることで、透視とは別の場所に犯人や行方不明者がいたとしても見過ごされる危険性がある。（犯人の名前を放送した場合）同姓同名の（無関係な）人物が犯人に仕立て上げられ、中傷などの危害を加えられる恐れもある。
- 超能力者本人だけでなく、番組制作側も過去の透視で間違っていた部分をカットして、それ以外を無理やりこじつけるなどの作為的な編集により、実際には的外れだった透視や霊視が的中したと視聴者へ過剰に印象づけようとしている[1]。
- 正確性、信憑性の乏しい情報を公共の場で発信することは社会に混乱を招く。
  - 実際に、2005年12月5日に放送された札幌信金OL殺人事件では、透視を根拠にロケ隊が神戸市へ向かい、具体的な校名がわかる形で「殺人犯はこの小学校のそばに潜伏している」と放送したため、その小学校に通う児童やその保護者より不安の声がテレビ局に殺到。学校側は集団下校の措置をとる混乱が起きた。この事件の犯人の所在は結局判明しないまま、公訴時効を迎えた[注釈 2]。

## 取り上げた事件
番組終了までに138件の事件・事故やその他の依頼を取り上げ、そのうちのおよそ3分の1にあたる58件を解決に導いた。しかし、残る80件のうち2件の殺人事件は公訴時効が成立し、4件は失踪者が遺体で発見、今なお74件が未解決のままである。
- 名古屋妊婦切り裂き殺人事件 - 1988年3月18日発生・2003年3月15日公訴時効成立[2]
- 札幌信金OL殺人事件 - 1990年12月19日発生・2005年12月19日公訴時効成立
- 池袋駅構内大学生殺人事件 - 1996年4月11日発生[2]
- 柴又女子大生放火殺人事件 - 1996年9月9日発生
- 茂原市重機オペレーター殺害事件 - 2000年3月10日発生・2005年3月16日犯人逮捕
- 横浜OL殺害事件 - 2000年10月16日発生[3]、2003年11月5日犯人逮捕[4]
- 世田谷一家殺害事件 - 2000年12月30日発生
- 室蘭女子高生失踪事件 - 2001年3月6日発生[2]
- 泉南郡熊取町小4女児誘拐事件 - 2003年5月20日発生
- 津山小3女児殺害事件 - 2004年9月3日発生・2018年5月30日犯人逮捕
- 廿日市女子高生殺害事件 - 2004年10月5日発生・2018年4月13日犯人逮捕
- 品川同性愛者殺害事件 - 2005年4月19日発生・2007年3月24日犯人逮捕
- 秋田児童連続殺害事件 - 2006年4月9日発生・同年6月5日犯人逮捕
- リンゼイ・アン・ホーカー殺害事件 - 2007年3月26日発生・2009年11月10日犯人逮捕

## 出演者
- 高橋英樹：司会者。
- 板東英二：司会者。
- 中山秀征：司会者。
- 東ちづる：司会者。
- 川合俊一：コメンテーター。
- 家田荘子：コメンテーター。
- 室井佑月：コメンテーター。
- 林家正蔵：コメンテーター。
- 佐藤喜宣：コメンテーター。杏林大学教授。
- 大澤孝征：コメンテーター。弁護士。
- 北芝健：コメンテーター。元・警察官。
- 梶原しげる：レポーター。
- 石井希和：レポーター。テレビ朝日アナウンサー。
- 勝田和宏：レポーター。テレビ朝日アナウンサー

## 歴史
- 2002年7月 - 『スイスペ!』枠で『TVのチカラ』として放送。
  - 司会はラサール石井、田中律子（2人司会制）。
- 2002年10月19日 - 土曜20時でレギュラー番組としてスタート、当初のタイトルは『土曜の奇跡! TVのチカラ』
  - 司会は板東英二、ユンソナ、ラサール石井（3人司会制）。
  - コメンテーターに川合俊一、林家こぶ平、蛭子能収、辺見えみりら。
- 2003年4月14日 - 月曜日20時に放送枠移動、現タイトル『奇跡の扉 TVのチカラ』へ変更。
  - 司会は板東英二のみ続投だったが、ユンソナから東ちづるへ交代、ラサール石井は降板、2人司会制に戻す。
- 2003年10月 - 司会が板東英二から高橋英樹へ交代。
  - この頃から、ほぼ現在の出演者で放送。
- 2004年4月 - 従来の司会の高橋英樹と東ちづるに、新たに中山秀征が加入し、再度3人司会制となり、同時に番組自体も双方向放送になった。
- 2006年1月23日 - 特別番組時代を含め初となる、番組自体が放送中止に。これは当時ライブドアの社長であった堀江貴文ら取締役が逮捕されたという臨時ニュースを、番組枠を使って特番して放送していたことによる（但し、テロップは、何故か通常の『ANNニュース』ではなく『スーパーJチャンネル』のものだった）。また、本番組の次に放送の『ビートたけしのTVタックル』も直前までCMで番宣をしていたにもかかわらずやはり放送中止、内容が1週順延となった。
- 2006年4月17日 - 7月24日、 2006年8月14日 - 8月28日 この放送から低迷になった月曜7時の視聴率上昇を図るため、単発スペシャル番組の『月バラ!』と毎週交互に2時間スペシャルを行っている(2006年8月7日放送のみ諸事情で1時間放送)[注釈 1]。
- 2006年9月18日 - この日の放送を以って月曜20時枠でのレギュラー放送は終了し、レギュラー放送4年の歴史に幕を閉じた。同時間帯は10月から『クイズプレゼンバラエティー Qさま!!』に変更された。2006年12月25日の2時間スペシャルを皮切りに特別番組として不定期放送されることとなったため、この日のラテ欄には通常最終回の番組に表示される「（終）」が表示されていなかった。また番組終了時には司会の挨拶は一切なく、レギュラー放送終了の趣を一切伝えなかった。
- 2007年6月30日 - この日に放送された2時間スペシャルによって、特番放送も終了し、テレビ朝日のウェブサイトからもコンテンツが削除された。

## テーマミュージック
- SAVE OUR SOULS

## テーマソング
- 12.ヒトエ「迷宮入りの事件簿」（2002年10月 - 12月）
- 新堂敦士「KNOCK～闇の向こうへ～」（2003年1月 - 3月）
- DEEN「翼を風に乗せて〜fly away〜」（2003年4月 - 6月）
- WAG「そして今日も何処かで」（2003年7月 - 9月）
- 鈴木雅之「Boy, I'm Gonna Try So Hard」（2003年10月 - 12月）
- BUCK-TICK「幻想の花」（2004年1月 - 3月）
- EXILE「運命のヒト」（2004年4月 - 6月）
- 清木場俊介「ありがとう」（2004年7月 - 9月）
- FREENOTE「Re:チャンネル」（2004年10月 - 12月）
- The Ivory Brothers「遠景」（2005年1月 - 3月）
- ロードオブメジャー「親愛なるあなたへ...」（2005年4月 - 6月）
- 倖田來未「Promise」（2005年7月 - 9月）
- リュ・シウォン「秋桜（コスモス）」（2005年10月 - 12月）
- BoA「Everlasting」（2006年1月 - 3月）
- mink「Like There Is No Tomorrow」（2006年4月 - 6月）
- 堀江里沙「ありがとう」（2006年7月 - 9月）

## ネット局
| 放送対象地域  | 放送局           | 系列           | 備考               |
| ------------- | ---------------- | -------------- | ------------------ |
| 関東広域圏    | テレビ朝日       | テレビ朝日系列 | 制作局             |
| 北海道        | 北海道テレビ     | テレビ朝日系列 |                    |
| 青森県        | 青森朝日放送     | テレビ朝日系列 |                    |
| 岩手県        | 岩手朝日テレビ   | テレビ朝日系列 |                    |
| 宮城県        | 東日本放送       | テレビ朝日系列 |                    |
| 秋田県        | 秋田朝日放送     | テレビ朝日系列 |                    |
| 山形県        | 山形テレビ       | テレビ朝日系列 |                    |
| 福島県        | 福島放送         | テレビ朝日系列 |                    |
| 新潟県        | 新潟テレビ21     | テレビ朝日系列 |                    |
| 長野県        | 長野朝日放送     | テレビ朝日系列 |                    |
| 静岡県        | 静岡朝日テレビ   | テレビ朝日系列 |                    |
| 石川県        | 北陸朝日放送     | テレビ朝日系列 |                    |
| 中京広域圏    | 名古屋テレビ     | テレビ朝日系列 |                    |
| 近畿広域圏    | 朝日放送         | テレビ朝日系列 | 現：朝日放送テレビ |
| 広島県        | 広島ホームテレビ | テレビ朝日系列 |                    |
| 山口県        | 山口朝日放送     | テレビ朝日系列 |                    |
| 香川県 岡山県 | 瀬戸内海放送     | テレビ朝日系列 |                    |
| 愛媛県        | 愛媛朝日テレビ   | テレビ朝日系列 |                    |
| 福岡県        | 九州朝日放送     | テレビ朝日系列 |                    |
| 長崎県        | 長崎文化放送     | テレビ朝日系列 |                    |
| 熊本県        | 熊本朝日放送     | テレビ朝日系列 |                    |
| 大分県        | 大分朝日放送     | テレビ朝日系列 |                    |
| 鹿児島県      | 鹿児島放送       | テレビ朝日系列 |                    |
| 沖縄県        | 琉球朝日放送     | テレビ朝日系列 |                    |

## スタッフ
- ナレーション：小林清志、小早川正昭（実質的）、鮎貝健（紹介・予告のみ）、杉本るみ（不定期）

### 2006年12月以降のSP時代
- 企画：武居康仁（テレビ朝日）
- 構成：鵜沢茂郎、兵頭潤、外山信行、榎淳一郎
- 監修：大澤孝征
- リサーチ：フリード
- TD：二瓶友美（テレビ朝日）
- CAM：石黒康一（テレビ朝日）
- MIX：林田群士
- VE：井上亮（テレビ朝日）
- 照明：菅原佑
- 技術アシスト：木村元
- PA：石渡洋志
- 美術デザイン：石井哲也（テレビ朝日）
- 美術進行：吉居真夏、楢崎仁志
- 大道具：松本寿久
- 小道具：塚谷将朗
- 電飾：青羽亮、三木貴司
- ヘアメイク：杉尾智子
- モニター：古島教成（テレビ朝日サービス）
- LEDスクリーン：前島亮二
- PG：市野恵一
- 電話回線：二日市崇憲
- CG：坂田敏治、中村敦、葛原健治、菅野夏木
- VTR編集：永谷喜美雄、中村健一、中西祐介
- 音響効果：松丸利行、菅野洋亮
- テーマ音楽：石川一宏
- 音効：中島克
- 編成：渡辺実・鈴木久裕（テレビ朝日）
- 宣伝：千葉晶子（テレビ朝日）
- デスク：佐藤まゆみ（テレビ朝日）
- TK：長谷川菜花、小島美和子
- 制作スタッフ：小林洋、町屋彰子、濱口賢治、加藤智紀、原田力、大前裕美、佐藤和広、工藤周一、角田隆一
- ディレクター：直江庸介、永井洋一、佐藤恭也、原卓也、北澤陽一、伊セ 徹、富田一伸、北山友亮、阿多野淳、西山隆一
- プロデューサー：堀田浩司（Call）、井澤達也（C.A.L）、近藤弘道（コムクエスト） ／ 山下浩司（テレビ朝日）
- チーフプロデューサー：蓮実一隆（テレビ朝日）
- 技術協力：テイクシステムズ、共立、日放、ロッコウ・プロモーション、TSP、VPN、ミナトエレクトロニクス、ヌーベルバーグ、ヴイ・ビジョンスタジオ、株式会社シック
- 美術協力：テレビ朝日クリエイト、HIBINO、Little Bear
- 制作協力：Call、C.A.L、コムクエスト

### レギュラー時代
- 企画：武居康仁（テレビ朝日）
- 構成：鵜沢茂郎、兵頭潤、外山信行、田中伊知郎、関口正晃、榎淳一郎
- 監修：大澤孝征
- 技術：宮田一（テレビ朝日）
- TD：二瓶友美（テレビ朝日）
- CAM：浅川英俊
- AUD：長谷川泰裕
- VE：岡田大輔（テレビ朝日）
- 照明：高柳薫
- 技術アシスト：岡元祐二
- PA：石田貴久
- 美術デザイン：石井哲也（テレビ朝日）
- 美術進行：原澤太郎
- 大道具：松本寿久
- 小道具：勝山誠
- 電飾：青羽亮
- メーク：下館一美
- マルチ：前島亮二
- モニター：古島聖洋
- SVC：檜垣直美
- システム：山本貴歳、市野憲一
- CG：藤井健一
- タイトル：安田達夫
- 編集：大場浩二、高島延幸
- MA：長谷川真哉
- 選曲：波多野精二
- 効果：松丸利行、菅野洋志
- TK：原口弓美子、長谷川菜花
- 編成：渡辺実（テレビ朝日）
- 宣伝：小久保聡→千葉晶子（共にテレビ朝日）
- デスク：佐藤まゆみ（テレビ朝日）
- リサーチ：フリード
- 技術協力：テイクシステムズ、共立、日放、ロッコウ・プロモーション、TSP、キュービック、ミナトエレクトロニクス、麻布プラザ、ヴイ・ビジョンスタジオ、四谷ビデオスタジオ、e-naスタジオ、ザ・カラーズ、イメージランド、ジェイピーエヌ、宮城ビデオ
- ディレクター：酒井正信、直江庸介、北山友亮、渡辺達朗、久秋伸雄、冨田一伸、渡辺修、伊勢徹 ／ 武本修、小俣貴史（テレビ朝日）、茶碗谷孝
- プロデューサー：吉川雅章（INPUT VISION）、石原勉（ストリームズEX）、西本武（office fum） ／ 山下浩司（テレビ朝日）
- 総合プロデューサー：加藤秀之（テレビ朝日）
- 美術協力：テレビ朝日クリエイト、テクノネット、HIBINO、Little Bear
- 制作協力：INPUT VISION、ストリームズEX、office fum
- 制作著作：テレビ朝日